# Concordia di Antealtares
La Concordia di Antealtares è un manoscritto redatto in latino nel 1077 e firmato dall'abate del convento di San Paio de Antealtares e dal vescovo di Santiago de Compostela, Diego Gelmírez. 
L'importanza di questo documento risiede nell'essere il primo testo che descrive in dettaglio le origini della cattedrale di Santiago, la morte dell'apostolo Santiago e il trasferimento nella penisola iberica del suo corpo, la sua sepoltura in Galizia e la miracolosa scoperta della sua bara, che verranno poi riscritte nel Codex calixtinus.